# Nina Jeriček
Nina Jeriček, slovenska rokometašica, * 10. april 1984, Celje.
Igra za RK Krim in Slovensko žensko rokometno reprezentanco.
Z reprezentanco Slovenije je nastopila na Evropskem prvenstvu v rokometu za ženske 2016.